# Comissão Federal de Abastecimento e Preços
A Comissão Federal de Abastecimento e Preços - COFAP foi um órgão criado pela Lei nº 1.522 – de 26 de dezembro de 1951, instituída no Ministério do Trabalho, Indústria e Comércio, com autonomia administrativa, para intervir no domínio econômico com a finalidade de assegurar a livre distribuição de produtos necessários ao consumo do povo. Possuía como órgãos auxiliares nas capitais dos Estados e dos Territórios, as Comissões de Abastecimento e Preços (COAP), e, nos municípios, Comissões Municipais de Abastecimento e Preços (COMAP). Foi uma criação do governo de Getúlio Vargas.
Foi extinta em 1962, sendo substituída pela Superintendência Nacional do Abastecimento (Sunab), criada por João Goulart.